# Antony Padiyara
Antony Padiyara (en malayalam : മാർ ആന്റണി പടിയറ, Mār Ānṟaṇi Paṭiyaṟa), né le 11 février 1921 à Manimala (en) en Inde et mort le 23 mars 2000, est un cardinal indien, archevêque majeur syro-malabar.

## Biographie

### Prêtre
Antony Padiyara est ordonné prêtre le 19 décembre 1945 pour le diocèse de Coimbatore en Inde.

### Évêque
Nommé évêque d'Ootacamund le 3 juillet 1955, il est consacré le 16 octobre suivant par René Feuga, alors évêque de Mysore.
Le 14 juin 1970, il est nommé archevêque syro-malabar de Changanacherry (en), avant d'être transféré comme archevêque syro-malabar d'Ernakulam le 23 avril 1985.

### Cardinal
Jean-Paul II le crée cardinal le 28 juin 1988 avec le titre de cardinal-prêtre de S. Maria "Regina Pacis" a Monte Verde.
Le 16 décembre 1992, il est élevé au rang d'archevêque majeur.
Il se retire le 11 novembre 1996, à l'âge de 75 ans.